# Bajo Peñas
Bajo Peñas es una zona de la comarca de Sobrarbe en Huesca.  Se refiere a varios núcleos de los municipios de Laspuña, El Pueyo de Araguás y La Fueva, cobijadas bajo la Peña Montañesa y la Sierra Ferrera.
Localidades de la zona incluyen: 
- Laspuña
- Ceresa
- El Pueyo de Araguás
- Monasterio de San Victorián
- Araguás
- Torrelisa
- Los Molinos
- La Muera
- Oncíns
- El Plano
- Fosado
- San Lorien
- San Juan de Toledo

- Datos: Q8240269